# Чжао Цзыян
Чжао Цзыян (кит. трад. 趙紫陽 , упр. 赵紫阳 , пиньинь  Zhào Zǐyáng, при рождении Чжао Сюе (кит. трад. 趙修業 , упр. 赵修业 , пиньинь  Zhào Xiūyè); 17 октября 1919, Хуасянь, провинция Хэнань, Гоминьдановский Китай — 17 января 2005, Пекин, Китай) — китайский политический и государственный деятель, премьер Государственного совета КНР в 1980—1987 годах, Генеральный секретарь ЦК КПК в 1987—1989 годах. Был одним с ведущих реформаторов, внедрял в Китае рыночную экономику.
Боролся с коррупцией. Смещён с должности за поддержку студентов, выступивших на площади Тяньаньмэнь в 1989 году. Последние 15 лет жизни провёл под домашним арестом. Умер в январе 2005 года в одной из пекинских больниц.

## Ранние годы
Чжао Цзыян родился 17 октября 1919 года в уезде Хуасянь на севере провинции Хэнань под именем Чжао Сюе (сменил имя на Цзыян во время учёбы в школе в Ухане) в семье крупного землевладельца. Семья Чжао пострадала в результате аграрной реформы, проводимой коммунистами в Китае. Его отец — Чжао Тинбинь был убит в 1930-х годах во время земельной реформы, преследующей цель уничтожения помещичьего сословия.
В 1927 году Чжао пошёл учиться в уездную начальную школу в деревушке Санцунь. В 1932 году вступил в ряды Коммунистического союза молодёжи Китая, а в 1938 году стал членом КПК.
В 1932 году отец направляет Чжао на учёбу в одну из школ г. Кайфын. За отличные успехи в учёбе ему была выделена стипендия. В 1935 году в Бэйпине вспыхнуло «Движение 9 декабря», требовавшее от Гоминьдана активного сопротивления потенциальной агрессии Японской империи. Чжао принял участие в мероприятиях солидарности с пекинскими студентами.
В 1936 году уезжает на учёбу в г. Ухань, где меняет своё имя на Цзыян.

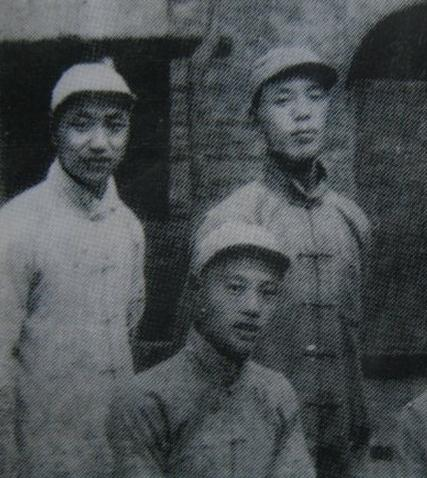
Чжао Цзыян (в центре) в родном уезде Хуасянь (1938 год)

На следующий год Чжао возвращается домой и принимает активное участие в деятельности КПК на территории уезда, и в феврале 1938 года его направляют на учёбу в партийную школу при комитете КПК пограничного района Хэбэй — Шаньдун — Хэнань. В сентябре того же года возвращается в родной уезд Хуасянь, где его назначают секретарём уездного рабочего комитета КПК. Весной 1939 года рабочий комитет КПК уезда Хуасянь преобразуют в уездный комитет КПК и Чжао становится его секретарём. Его руководство уездным комитетом ознаменовалось принятием в ряды КПК большого количества новых членов, в том числе бывших гоминьдановцев.
В июне 1940 года Чжао назначают секретарём второго комитета КПК пограничного района Шаньси — Хэбэй — Шаньдун — Хэнань, а в 1943 году он становится начальником отдела пропаганды четвёртого комитета КПК пограничного района Хэбэй — Шаньдун — Хэнань, где китайские войска и партизанские отряды КПК начали крупномасштабное наступление на японскую армию, известное как «Битва ста полков». В результате наступления японским войскам пришлось отступить. Чжао, во главе 21-го батальона Новой 4-й армии, уничтожил один из японских военных лагерей и основал новую базу КПК. К концу войны Чжао стал довольно известным руководителем КПК среднего звена.
После августа 1945 года Чжао занимал руководящие посты в органах местного самоуправления. Стал успешным проводником аграрной реформы на уездном уровне, чем заслужил внимание ЦК КПК.
Во время Гражданской войны в Китае принимает участие в операциях НОАК по освобождению южных районов страны. Осенью 1947 года во главе 10-й дивизии 2-й полевой армии НОАК выступил на юг с целью установления контроля над «неосвобождёнными» территориями. Чжао назначается на пост заместителя секретаря райкома КПК и военного комиссара военного округа Тунбо. После нескольких месяцев боёв силы КПК наконец овладели районом Тунбо. В декабре того же года с одобрения ЦК КПК создаются партийные органы района Тунбо и Чжао становится замполитом военного округа и заместителем секретаря партбюро ЦК Центральной равнины, где отвечает за проведение аграрной реформы и организационно-кадровую работу.
В марте 1949 года для подготовки операции по форсированию реки Янцзы Чжао направляется в Наньян, где занимает пост секретаря местного парткома и военного комиссара Наньянского военного округа.

## После образования КНР
После октября 1949 года Чжао избирается членом Постоянного комитета Южно-Китайского отделения КПК, совмещая посты заместителя секретаря, начальника секретариата и отдела по работе с селом отделения. Весь 1950 год он работает секретарём парткома КПК г. Наньян. В апреле 1951 года Чжао направляют на работу в южную провинцию Гуандун с целью поддержки руководства провинции в проведении аграрной реформы. В то время пост руководителя провинциального комитета КПК занимал Е Цзяньин, который понимал, что экономическая ситуация в Гуандуне отличается от остальной части страны и поэтому выступал против жёсткого варианта земельной реформы, на чём настаивал один из руководителей Южно-Китайского отделения КПК Тао Чжу. Генеральная политика Центрального правительства также требовала более жёстких реформ. В мае 1951 года Чжао занимает пост заместителя начальника Комитета аграрной реформы провинциального правительства. Е Цзяньин и Чжао приняли план по реализации реформы, предусматривающей постепенный переход к новым земельным отношениям.
В 1952 году провинцию Гуандун посетил Мао Цзэдун. Мао остался недоволен медленным продвижением реформы и удалил Е Цзяньина из провинции. Тао Чжу занял пост второго секретаря Южно-Китайского отделения КПК и отвечал за реализацию генеральной политики Центрального правительства в провинции, а Чжао становится заместителем секретаря отделения, ответственным за проведение аграрной реформы. Тао Чжу сразу же провёл комплексную реорганизацию кадров в провинции и начал действовать жёсткими методами, включавшими в том числе методы физического устранения. Будучи крайне левых взглядов, Тао Чжу поощрял разжигание классовой борьбы, разрушал многовековой уклад жизни крестьянства, насильно внедрял народные коммуны, подверг гонениям представителей помещичьего класса. Чжао Цзыян, будучи помощником Тао Чжу, также активно включился в работу по продвижению реформы, лично принимая решения по многим вопросам, требовавшим в том числе жёстких мер.
В 1953 году Тао Чжу объявил о завершении аграрной реформы в провинции. Во многом благодаря усилиям Чжао Цзыяна было налажено сельскохозяйственное производство, сохранены элементы частного товаропроизводства. Однако политика пекинского правительства требовала отказа от частной собственности и немедленного перехода к социалистическим отношениям на селе. В стране на фоне коллективизации началась кампания по критике правых и консервативных элементов в партии. Однако, Чжао оставался сторонником умеренной линии Дэн Сяопина и Лю Шаоци. Со временем и Тао Чжу занимает умеренную позицию Чжао. Несмотря на давление со стороны Центрального правительства Чжао смог удержать напор со стороны левых и направить дальнейшее развитие реформ по умеренному пути.

## Во время Большого скачка
В 1958 году было объявлено о начале политики «Большого скачка». Сельское хозяйство в годы Большого скачка было полигоном для широкомасштабных социальных и агропромышленных экспериментов. Не осталась в стороне и провинция Гуандун. В результате Большого скачка в провинции начался голод, унёсший многие жизни, хотя на деле в Пекин направлялись отчёты о производственном буме и необычайно богатых урожаях. Чжао понимал недальновидность инициаторов Большого скачка и считал, что для сохранения трудовых и производственных ресурсов нельзя полагаться только на энтузиазм народных масс. По мнению многих специалистов ущерб от политики Большого скачка для провинции Гуандун оказался меньше негативных последствий в других провинциях страны, в чём видят заслугу Чжао. Чжао сумел организовать производство в сельских районах провинции следуя политике «трёх свобод», предусматривающей свободу рынка, самостоятельность домохозяйств и землевладение, и к 1963 году экономическая ситуация в провинции нормализовалась.
Во внешних сношениях сумел наладить отношения с Гонконгом. В 1961 году были достигнуты договорённости о реализации проекта водоснабжения Гонконга, путём прокладки водопровода из Баоаньского водохранилища. В 1962 году приобрёл масштабность отток населения из провинции в Гонконг. Ежедневно в Гонконг, спасаясь от голода, бежали тысячи человек. Несмотря на давление со стороны правительства, Чжао сумел избежать жёстких мер и сделал упор на организацию жизни народных масс, показав сострадательный подход к людям. Отток населения сократился.
В 1965 году Тао Чжу назначают первым секретарём Южно-Китайского отделения КПК, а Чжао занимает должность секретаря комитета КПК провинции Гуандун. Чжао становится секретарём провинциального парткома в 46 лет, тем самым став самым молодым провинциальным секретарём партии. Сразу после вступления в должность Чжао предлагает построить на селе т. н. «новую социалистическую деревню». Предлагалось ликвидировать отсталость аграрного сектора путём внедрения новых методов орошения, тотальной электрификации и механизации производства, а также зарубежного опыта ведения сельского хозяйства. Но этим планам не суждено было сбыться. Началась Культурная революция.

## В опале
В апреле 1966 года перед самым началом Культурной революции по итогам 11-го пленума КПК Тао Чжу избирается членом Политбюро ЦК КПК и Секретариата ЦК КПК, а также занимает посты вице-премьера Госсовета КНР и начальника отдела пропаганды ЦК КПК, став четвёртым человеком в иерархии китайского руководства после Мао Цзэдуна, Линь Бяо и Чжоу Эньлая. После отъезда Тао всю власть в своих руках при помощи Линь Бяо сосредоточил главнокомандующий Гуанчжоуским военным округом генерал Хуан Юншэн. Чжао остался один перед опасностью быть подвергнут атакам хунвэйбинов из-за своей приверженности к умеренной политической линии Дэн Сяопина и Лю Шаоци. В течение 1966 года, пока Тао Чжу занимал руководящие посты в Центральном правительстве, хунвэйбины не смели открыто критиковать Тао и Чжао. Но вскоре Тао был снят со всех должностей, при подстрекательстве Чэнь Бода объявлен «крупнейшим монархистом» и помещен под домашний арест, в котором скончался в 1969 году. Сразу же после ареста Тао критике подвергся и Чжао. Он был публично объявлен «разложившимся элементом помещичьего класса» и в марте 1967 году смещён со всех должностей, а власть в провинции перешла в руки Хуан Юншэна, возглавившего военный исполнительный комитет Гуандуна.
Следующие четыре года Чжао вместе с семьёй провёл в Хунани, работая слесарем на механическом заводе. Вместе с ним на заводе трудился младший сын Чжао — Уцзюнь. В то время семья Чжао жила в маленькой квартирке и из собственности имела лишь один чемодан, который также служил обеденным столом.

## Реабилитация и последующая карьера
Реабилитация Чжао началась в апреле 1971 года, когда он и его семья были разбужены стуком в дверь посреди ночи. Без особых объяснений, секретарь партийной организации завода сказал Чжао, что он должен быть в Чанша, столице провинции. Чжао был быстро доставлен в аэропорт Чанша, где самолёт был готов доставить его в Пекин. По прилёте в Пекин его поселили в фешенебельной гостинице, но он так и не смог уснуть всю ночь.
Утром Чжао был принят премьером Чжоу Эньлаем. Чжао начал речь, которую он готовил всю ночь со слов: «Я переосмыслил значение Культурной революции, работая простым слесарем…». Но Чжоу оборвал его, сказав: «Ты был вызван в Пекин, потому что Центральный комитет принял решение назначить тебя заместителем секретаря парткома КПК автономного района Внутренняя Монголия». Приступив к новой должности, Чжао всячески пытался доказать, что его взгляды поменялись, что он стал приверженцем маоизма. В 1972 году Чжао становится секретарём комитета КПК Внутренней Монголии. На следующий год избирается членом ЦК КПК и в апреле 1974 года возвращается на должность секретаря комитета КПК провинции Гуандун.
В октябре 1975 года Чжао переводят на работу в провинцию Сычуань, где он занимает должность секретаря провинциального парткома и политкомиссара военного округа Чэнду. В то время Сычуань была самой густонаселённой провинцией Китая, но опустошённой после политики Большого скачка и Культурной революции. Сельскохозяйственное производство провинции упало до уровня 1930-х годов, а население провинции продолжало расти невиданными темпами. Вскоре после вступления в должность Чжао осуществил серию успешных реформ, что привело к увеличению промышленного производства на 81 % и сельскохозяйственной продукции на 25 % в течение трёх лет. Реформы сделали Чжао популярным в провинции Сычуань, где среди местных жителей ходила поговорка: «要吃粮，赵紫阳。» (пиньинь: Yào chī liáng, Zhào Zǐyáng), что дословно можно перевести как «Хочешь есть, попроси Чжао Цзыяна».
После смерти Чжоу Эньлая в январе 1976 года между группировкой Дэн Сяопина, с одной стороны, и «Бандой четырёх», с другой стороны, начинается борьба за пост премьера Госсовета КНР. В этой обстановке была найдена компромиссная фигура в лице Хуа Гофэна, который в феврале 1976 года назначается премьером Госсовета КНР, а затем в октябре того же года вскоре после смерти Мао Цзэдуна занимает пост председателя ЦК КПК.
Дэн Сяопин, занимавший к тому времени пост вице-премьера Госсовета КНР, разглядел в «сычуаньском опыте» будущую экономическую модель Китая. В 1977 году Чжао избирается кандидатом в Политбюро ЦК КПК, а в 1979 году становится его полноправным членом. В апреле 1980 года Чжао становится вице-премьером. По мере роста влияния вице-премьера Дэна Сяопина в партии стало укрепляться мнение, что Хуа ведёт партию и страну курсом дискредитировавшего себя маоизма. В сентябре 1980 года Хуа уступил свои полномочия премьера Чжао Цзыяну.

## Во главе правительства
Сычуаньский опыт управления был весьма успешно применён на практике в провинции Аньхой. Вскоре после этого сычуаньский опыт распространился на весь Китай, в результате чего производство сельскохозяйственной продукции выросло за период с 1980 по 1984 годы на 50 %. Произошла масштабная децентрализация промышленного и сельскохозяйственного производства. Чжао разработал «теорию раннего этапа развития», предусматривающую преобразование социалистической системы через проведение экономических реформ. Под руководством Чжао были успешно созданы особые экономические зоны в прибрежных провинциях в целях привлечения иностранных инвестиций и создания экспортных центров. Реформы Чжао привели к быстрому росту как сельскохозяйственного, так промышленного производства в 1980-х годах, но его экономические реформы подстегнули большую инфляцию, за что Чжао часто подвергается критике. Чжао способствовал открытой внешней политике, улучшению отношений Китая с западными странами в целях содействия экономическому развитию Китая.
В 1980-е годы консерваторы в партии назвали Чжао «ревизионистом марксизма», но устремления к прозрачности правительства и национальному диалогу, который включал вовлечение рядовых граждан в процесс формирования политики сделали его популярным среди многих в народе. Чжао был твёрдым сторонником партии, но он определял социализм совершенно иначе, чем партийные консерваторы. Он считал, что экономический прогресс неразрывно связан с демократизацией.

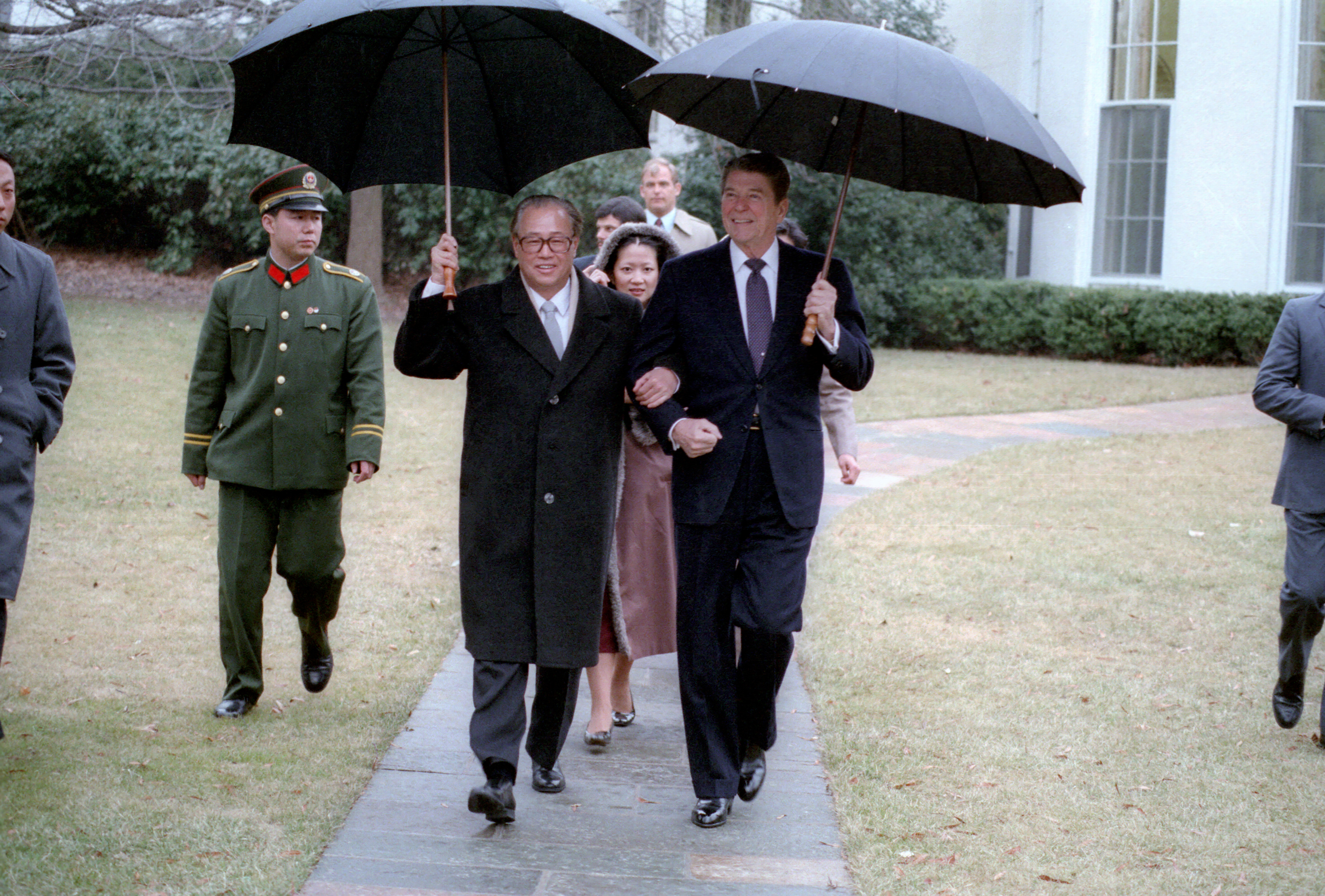
Чжао Цзыян с Рональдом Рейганом прогуливаются по двору Белого дома (визит Чжао в США, 1984 год)

В то время как Чжао был сосредоточен на экономических реформах в 1980-е годы, руководство партии во главе с Ху Яобаном проводило целый ряд политических реформ. В конце 1980-х годов Ху и Чжао договорились об инициировании масштабных политических реформ, но с нечётко обозначенными целями. Эти реформ включали в себя, в том числе, предложения о том, чтобы кандидаты в члены Политбюро ЦК КПК автоматически становились его членами, внедрение практики выборов с несколькими кандидатами (обычно выборы на руководящие посты в государстве проходили с участием лишь одного кандидата) и общенародного обсуждения вопросов политической повестки в стране, большую прозрачность правительства, а также повышение персональной ответственности руководителей за допущенные ошибки в работе.
Одновременно, Ху и Чжао инициировали масштабную кампанию по борьбе с коррупцией. Было разрешено проводить расследования в отношении высокопоставленных партийных функционеров и их детей, заподозренных в коррупции. Естественно, что такой расклад дел понравился не всем и Ху с Чжао нажили себе много врагов из представителей верхушки власти. В конце 1986 года страну охватывают выступления студентов и интеллигенции. Студенты выступают против произвола, коррупции в рядах высшего руководства страны, требуют демократизации всех сфер жизни путём проведения демократических реформ. В январе 1987 года расширенное заседание Политбюро ЦК КПК удовлетворяет просьбу Ху Яобана об отставке с поста генерального секретаря ЦК КПК.

## Партийная деятельность
После отставки Ху Яобана в 1987 году Дэн Сяопин добивается избрания Чжао Цзыяна на пост генерального секретаря ЦК КПК. Пост премьера Госсовета КНР достаётся одному из консерваторов и противников некоторых экономических преобразований, проводимых Чжао — Ли Пэну.
В 1987 году на XIII съезде Коммунистической партии Китая Чжао заявил, что Китай находится на «начальном этапе развития социализма», который может длиться 100 лет. При этом Чжао считал, что Китаю нужно экспериментировать с реализацией различных экономических реформ в целях стимулирования производства. Чжао также предложил разделить роли партии и государства, чем поверг многих представителей высшего эшелона власти в шок.
Западные наблюдатели в целом считают, что Чжао был одним из самых открытых и «либеральных» генеральных секретарей ЦК КПК. Многие ограничения на свободу слова и свободу прессы были смягчены, что позволило интеллигенции свободно выражать своё мнение и вносить предложения по совершенствованию политической системы страны. Вопреки распространённому мнению, Чжао выступил против идеи внедрения частного капитала в экономику. Идея открытия Китая на фондовом рынке оставалась запретной во всё время правления Чжао, но была реализована в 1990-е годы.
В мае 1988 года Чжао призвал ускорить проведение ценовой реформы, что привело к критике действий правительства по обузданию разбушевавшейся в стране инфляции. Противники реформ открыто призывали к большей централизации управления экономическими процессами. Это вызвало политические дебаты, которые не прекращались в течение зимы 1988—1989 годов.
Так как Чжао поднялся до вершин власти благодаря своей работе в провинции, он никогда не мог похвастаться сильными связями с партийным руководством в Пекине. В своей работе он часто полагался на помощь и поддержку своих бывших коллег по работе в Коммунистическом союзе молодёжи Китая, за что обвинялся многими партийцами в их покровительстве. Среди старейших членов партии Чэнь Юнь и Ли Сяньнянь были особенно критичны по отношению к Чжао и его политике. Несмотря на это, Чжао очень уважал Чэня Юня и советовался с ним по многим важным вопросам политической и экономической повестки дня. Ли Сяньнянь не мог простить Чжао его опыт по внедрению зарубежных моделей экономики в Китае. Но поддержка Дэна Сяопина была достаточной, чтобы защитить Чжао от нападок консервативно настроенных членов партии и дать ему возможность проводить важные экономические реформы.
Но ко второй половине 1988 года Чжао лишился политической поддержки большинства партийных руководителей. Чжао всё чаще сталкивался с другими членами ЦК по идеологическим вопросам. Консервативная фракция партии во главе с Ли Пэном и Яо Илинем находилась в противоречии с Чжао в вопросах экономической и финансовой политики. В начале 1989 года стало очевидно, что Чжао придётся бороться за своё политическое выживание. Но ещё в апреле 1989 года за месяц до драматического конца карьеры Чжао Дэн Сяопин заверил его, что заручился поддержкой Чэня Юня и Ли Сяньняня в вопросе избрания Чжао генеральным секретарём партии на второй срок. Студенческие протесты, связанные с внезапной смертью бывшего генерального секретаря ЦК КПК Ху Яобана, привели Чжао к ещё более жёсткой конфронтации с политическими оппонентами.

## События на площади Тяньаньмэнь 1989 года
Стихийные траурные демонстрации, вызванные смертью Ху Яобана, быстро переросли в организованные студенческие протесты. Основные выступления проходили на площади Тяньаньмынь в Пекине с 27 апреля по 4 июня 1989 года. Протестующие разбили палаточный лагерь на площади, традиционно используемой как место массовых протестов против властей, и оставались в нём более месяца. Основными требованиями протестующих были «ускорение демократических преобразований, борьба с коррупцией, либерализация политической системы» и т. д. Протесты распространились и в других городах, в частности, в Шанхае и Гуанчжоу.
К моменту начала открытых выступлений Чжао Цзыян находился с официальным визитом в КНДР, чем воспользовались партийные консерваторы, объявившие студенческие протесты «контрреволюционными». После возвращения из Пхеньяна Чжао предпринял попытку перевести события в русло публичной политики. Он открыл прямые каналы для контактов протестующих с правительством и распорядился, чтобы развернувшиеся события освещались в прессе беспристрастно и как можно полнее. Был внесён ряд законодательных инициатив, направленных на реформирование средств массовой коммуникации и системы образования. Действия Чжао, направленные на публичное мирное регулирование отношений с протестующими, вызвали противодействие сторонников жёсткой линии в партии по разрешению данного конфликта.
В это же время Китай посетил генеральный секретарь ЦК КПСС Михаил Горбачёв. На одной из встреч с Горбачёвым Чжао недвусмысленно признал, что хотя Дэн Сяопин не является членом Политбюро ЦК КПК, всё же последнее слово в принятии важных решений остаётся за ним. Данное высказывание было оценено оппонентами Чжао как прямой сигнал того, что Чжао отдалился от своего давнего покровителя и наставника. На следующий день после отъезда Горбачёва из КНР Чжао был вызван в резиденцию Дэна Сяопина, где было созвано заседание Политбюро ЦК КПК для принятия решения о введении военного положения. Чжао Цзыян был единственным, кто был против этого.
19 мая Чжао Цзыян в последний раз появился публично. Его выступление перед студентами на площади Тяньаньмэнь транслировалось в прямом эфире Центральным телевидением Китая. Он убеждал демонстрантов разойтись, предостерегая, что армия применит силу. 
20 мая Ли Пэн официально объявил о введении военного положения. Чжао был снят со всех постов и без предъявления каких-либо обвинений помещён под домашний арест. Должность генерального секретаря ЦК КПК занял Цзян Цзэминь.
Решением IV пленума ЦК КПК 24 июня 1989 г. признано, что Чжао повинен в поддержке беспорядков и расколе партии.

## Домашний арест и смерть
Чжао оставался под жёстким контролем последние 15 лет своей жизни. Ему было разрешено покидать свою резиденцию и принимать гостей только с разрешения высшего руководства. Были отдельные сообщения о том, что Чжао появился на похоронах умершего товарища, посетил один из городов страны или играл в гольф в одном из клубов Пекина, но эти факты довольно успешно скрывались от СМИ. За этот период лишь несколько фотоснимков стареющего Чжао просочилось в СМИ.
После 1989 года Чжао оставался идеологически отчуждён от китайского руководства. Он остаётся популярным среди тех, кто считает, что партия должна пересмотреть свою позицию в отношении студенческих протестов 1989 года. После ареста Чжао полагал, что проблемы Китая следует решать, постепенно, но безостановочно продвигаясь к демократии западного типа.
В 1997 году после смерти Дэн Сяопина и в преддверии 15 съезда партии появилась петиция Чжао Цзыяна, в которой он поставил в вину КПК две ошибки: силовое урегулирование кризисной ситуации 89-го года, и возложение основных полномочий «на ключевую фигуру», что «противоречит учениям Дэна, Мао и Ленина».
Чжао оставался под домашним арестом вплоть до своей смерти в 2005 году. Хутун, в котором жил Чжао, когда-то принадлежал личному парикмахеру императрицы Цыси и был расположен в центре Пекина вблизи правительственной резиденции Чжуннаньхай.
В феврале 2004 года у Чжао развилась пневмония, что привело к лёгочной недостаточности. 5 декабря 2004 года Чжао вновь был госпитализирован с пневмонией. В начале января 2005 года члены семьи неоднократно опровергали известия о его смерти. По официальной информации, 15 января Чжао впал в кому после инсульта.
Чжао Цзыян скончался в 07:01 часов по Пекинскому времени 17 января 2005 года в возрасте 85 лет. В некоторых китайских газетах был опубликован краткий некролог. Официальные информационные агентства и телевидение Китая не сообщили о смерти Чжао. Новость о смерти Чжао распространилась через сеть Интернет. По сообщению агентства Синьхуа, председатель Всекитайского комитета Народного политического консультативного совета Китая Цзя Цинлинь посетил церемонию кремирования Чжао, состоявшуюся 29 января на революционном кладбище «Бабаошань», также от центрального руководства участвовали Хэ Гоцян, Ван Ган и Хуа Цзяньминь. В сообщении «Синьхуа» «В Пекине состоялась кремация тела товарища Чжао Цзыяна» отмечалось: «В начальный период проведения реформ и политики открытости занимал важные руководящие посты в центральных и государственных ведомствах, внеся позитивный вклад в дело партии и народа. В ходе политических волнений в конце весны — начале лета 1989 года товарищ Чжао Цзыян допустил ряд серьезных ошибок».
По состоянию на конец 2013 года его прах оставался непогребённым — так как он был лишён своих постов, его семье не было предложено места на кладбище Бабаошань, а его вдова отказывалась хоронить урну с прахом мужа в другом месте.
14 мая 2009 года в Великобритании для широкой публики были выпущены на английском языке мемуары Чжао Цзыяна под названием «Prisoner of the State: The Secret Journal of Premier Zhao Ziyang» (рус. Узник государства: Тайные записки премьера Чжао Цзыяна). 306-страничное издание готовилось к выпуску на протяжении четырёх лет на основе материалов, надиктованных самим Чжао на магнитофон во время нахождения под домашним арестом.

## Семья
Жена Чжао — Лян Боци (кит. 梁伯琪), родилась в 1918 году в уезде Нэйхуан провинции Хэнань. В 1940 году была назначена начальником отдела по делам женщин КПК. В этом же году вышла замуж за Чжао Цзыяна. У четы родилось шесть детей: пятеро сыновей и одна дочь. Лян Боци скончалась в декабре 2013 года в Пекине.
Дети:
- Старший сын — Чжао Дайзюнь (кит. 赵大军), занимал руководящие посты в компаниях Shenzhen New Technology Development Company и Hainan Huahai Company.
- Второй сын — Чжао Эрцзюнь (кит. 赵二军), основатель компании Hainan Jianli Trade Company.
- Третий сын — Чжао Саньцзюнь, (кит. 赵三军).
- Четвёртый сын — Чжао Сыцзюнь (кит. 赵四军).
- Дочь — Чжао Лян (кит. 赵亮), окончила Гавайский университет и получила специальность в области гостиничного дела, затем работала в пекинской гостинице Great Wall Sheraton Hotel Beijing.
- Младший сын — Чжао Уцзюнь (кит. 赵五军).

## В культуре
- Чжао Цзыян — один из центральных персонажей игры «China: Mao’s Legacy» (2019). Он может как возглавить Китай в результате событий на площади Тяньаньмэнь (если они произойдут раньше исторического срока), так и стать жертвой внутрипартийной борьбы, уступив «Банде четырёх», Дэну Сяопину или Хуа Гофэну.